# Christobald
 (avril 2025).
Motif : Absence de sources
- Archive Wikiwix
- Bing
- Cairn
- DuckDuckGo
- E. Universalis
- Gallica
- Google
- G. Books
- G. News
- G. Scholar
- Persée
- Qwant
- (zh) Baidu
- (ru) Yandex
- (wd) trouver des œuvres sur Wikidata

| 1. | Préciser le motif de la pose du bandeau. | Précisez le motif de la pose du bandeau en utilisant la syntaxe suivante : {{admissibilité à vérifier\|date=avril 2025\|motif=remplacez ce texte par le motif}}                  |
| 2. | Informer les utilisateurs concernés.     | Pensez à avertir le créateur de l'article, par exemple, en insérant le code ci-dessous sur sa page de discussion : {{subst:avertissement admissibilité à vérifier\|Christobald}} |

Christobald est une série de bande dessinée franco-belge humoristique de Raoul Cauvin au scénario et Antoinette Collin au dessin.

## Synopsis
Christobald est un poussin qui découvre les mystères de la vie.

## Personnages
- Christobald, le héros de la série est un poussin curieux et observateur.
- Méridith, ne se pose pas de questions.
- Sémaphore, est un vantard

## Publication

### Albums
La série n'a jamais été publiée en album.

### Revues
La série a été publiée dans le journal Spirou entre 1975 en bande dessinée et 1978.